# باراك أوباما: القصة (كتاب)
باراك أوباما: القصة هو كتاب كتبته ديفيد مارانيس عن حياة الرئيس الرابع والأربعون للولايات المتحدة باراك أوباما .   
تم نشر السيرة الذاتية في 19 يونيو 2012. 